# Pilate
Pilate (en criollo haitiano Pilat) es una comuna de Haití que está situada en el distrito de Plaisance, del departamento de Norte.

## Historia
Pasó a ser comuna el 10 de septiembre de 1889.

## Secciones
Está formado por las secciones de:
- Ballon (que abarca la villa de Pilate)
- Baudin
- Ravine Trompette
- Joly
- Dubourg
- Piment
- Rivière Laporte
- Margot

## Demografía
| Gráfica de evolución demográfica de Pilate entre 2009 y 2015 |
|                                                              |

Los datos demográficos contemplados en este gráfico de la comuna de Pilate son estimaciones que se han cogido de 2009 a 2015 de la página del Instituto Haitiano de Estadística e Informática (IHSI). 